# Okrug Curry, Novi Meksiko
| Curry                                                      |                              |
| Zemljovid Novog Meksika s označenim okrugom Curryjem.      |                              |
| Zemljovid SAD s označenom saveznom državom Novim Meksikom. |                              |
| Osnovan:                                                   | 25. veljače 1909.            |
| Sjedište:                                                  | Clovis                       |
| Najveće naselje:                                           | Clovis                       |
| Površina:                                                  | 3.647 km2                    |
| Br. stanovnika (2010.):                                    | 48.376                       |
| Kongresni okrug:                                           | 3.                           |
| Vremenska zona:                                            | Stjenjačko vrijeme: UTC-7/-6 |
| Službene stranice:                                         | http://www.currycounty.org/  |

Curry je okrug u američkoj saveznoj državi Novom Meksiku.
Prema okrugu Curryju u Novom Meksiku i Oregonu ime je dobio brod za iskrcavanje tenkova USS Curry County (LST-685) klase LST-542.

## Stanovništvo
Prema popisu stanovništva 2010., stanovnici su 69,7% bijelci, 6,3% "crnci ili afroamerikanci", 1,2% "američki Indijanci i aljaskanski domorodci", 1,3% Azijci, 0,1% Havajci ili tihooceanski otočani, 4,1% dviju ili više rasa, 17,1% ostalih rasa. Hispanoamerikanaca i Latinoamerikanaca svih rasa bilo je 39,5%.

## Kultura
- Nacionalni registar povijesnih mjesta u okrugu Curryju, Novi Meksiko

## Vanjske poveznice
- Postal History Poštanski uredi u okrugu Curryju, Novi Meksiko